# Vrbovac (Boljevac)
Pour les articles homonymes, voir Vrbovac.
Vrbovac (en serbe cyrillique : Врбовац) est un village de Serbie situé dans la municipalité de Boljevac, district de Zaječar. Au recensement de 2011, il comptait 118 habitants.

## Démographie
| 1948 | 1953 | 1961 | 1971 | 1981 | 1991 | 2002 | 2011 |
| ---- | ---- | ---- | ---- | ---- | ---- | ---- | ---- |
| 892  | 878  | 795  | 598  | 437  | 238  | 190  | 118  |

|  |